# La Ilustración Militar
La Ilustración Militar fue una revista publicada en Madrid entre 1880 y 1884, durante la Restauración.

## Historia
Se trató de un proyecto de Arturo Zancada y Conchillos –que la dirigió–, se publicó entre 1880 y 1884 en Madrid, bajo el subtítulo «revista literaria, científica y artística». La revista, que publicó un total de 40 números entre noviembre de 1880 y el 10 de octubre de 1884, fue continuada por la cabecera La Ilustración Nacional. En ella colaboró Eduardo López Bago. No debe confundirse con La Ilustración Militar, una revista de Manuel Montilla Medina publicada a partir de 1906 también en Madrid.